# Dragon Quest Swords: The Masked Queen and the Tower of Mirrors
Dragon Quest Swords: The Masked Queen and the Tower of Mirrors (en japonés ドラゴンクエストソード 仮面の女王と鏡の塔 Doragon Kuesto Sōdo Kamen no Jo'ō to Kagami no Tō) es un videojuego en desarrollo para la videoconsola Wii de Nintendo. El juego, que publicará Square Enix, será un spin-off de la saga Dragon Quest, la más popular de la compañía junto con Final Fantasy.
El juego fue anunciado durante la feria E3 del 2006 y fue lanzado al mercado nipón el 12 de julio de 2007, vendiendo 305,000 unidades en su primera semana a la venta.